# Andreas Thorkildsen
Andreas Thorkildsen (Kristiansand, 1º aprile 1982) è un ex giavellottista norvegese, campione olimpico ad Atene 2004 e Pechino 2008.

## Biografia
Tesserato per lo Sportsklubben Vidar, Andreas Thorkildsen è figlio d'arte. Il padre Tomm è stato anch'egli giavellottista, ed è stato lui ad avviare il figlio alla pratica della stessa specialità. La madre Bente Amundsen negli anni settanta era una delle atlete di spicco del Hamar Idrettslag.
Andreas Thorkildsen ha vinto la medaglia d'oro ai Giochi olimpici di Atene 2004 con la misura di 86,50 m, suo primato personale all'epoca, davanti al lettone Vadims Vasiļevskis e al russo Sergej Makarov.
Ai Campionati mondiali di Helsinki del 2005 è arrivato secondo. Il 10 settembre dello stesso anno, durante la World Athletics Final a Monaco, ha ottenuto il nuovo primato nazionale norvegese con 89,60 m. Ha migliorato tale primato con un lancio a 91,59 m il 2 giugno 2006 ai Bislett Games di Oslo.
Nel 2006 si è laureato campione europeo a Göteborg, con la misura di 88,78 m e nel 2008 ha realizzato il bis olimpico vincendo la finale del giavellotto dei Giochi di Pechino. Con un lancio di 90,27 m (record olimpico) ha superato il lettone Ainārs Kovals e il finlandese Tero Pitkämäki.
Nel 2009 ha partecipato ai Mondiali di Berlino, vincendo l'oro con 89,59 m davanti al cubano Guillermo Martínez e al giapponese Yukifumi Murakami.
Fino al 2011 è stato il detentore del record mondiale juniores con 83,87 m, stabilito a Bergen il 7 giugno 2001.

## Record nazionali

### Seniores
- Lancio del giavellotto: 91,59 m ( Oslo, 2 giugno 2006)

## Progressione
| Anno | Misura (m) |
| ---- | ---------- |
| 1999 | 72,11      |
| 2000 | 77,48      |
| 2001 | 83,87      |
| 2003 | 85,72      |
| 2004 | 86,50      |
| 2005 | 89,60      |
| 2006 | 91,59      |

## Palmarès
| Anno | Manifestazione    | Sede        | Evento                 | Risultato | Prestazione | Note                                     |
| ---- | ----------------- | ----------- | ---------------------- | --------- | ----------- | ---------------------------------------- |
| 1999 | Europei juniores  | Riga        | Lancio del giavellotto | 7º        | 72,11 m     |                                          |
| 2000 | Mondiali juniores | Santiago    | Lancio del giavellotto | Argento   | 76,34 m     |                                          |
| 2001 | Europei juniores  | Grosseto    | Lancio del giavellotto | Argento   | 76,98 m     |                                          |
| 2003 | Europei under 23  | Bydgoszcz   | Lancio del giavellotto | 4º        | 76,95 m     |                                          |
| 2003 | Mondiali          | Saint-Denis | Lancio del giavellotto | 11º       | 77,75 m     |                                          |
| 2004 | Giochi olimpici   | Atene       | Lancio del giavellotto | Oro       | 86,50 m     | Miglior prestazione personale            |
| 2005 | Mondiali          | Helsinki    | Lancio del giavellotto | Argento   | 86,18 m     |                                          |
| 2006 | Europei           | Göteborg    | Lancio del giavellotto | Oro       | 88,78 m     |                                          |
| 2007 | Mondiali          | Osaka       | Lancio del giavellotto | Argento   | 88,61 m     |                                          |
| 2008 | Giochi olimpici   | Pechino     | Lancio del giavellotto | Oro       | 90,57 m     | Record olimpico                          |
| 2009 | Mondiali          | Berlino     | Lancio del giavellotto | Oro       | 89,59 m     | Miglior prestazione personale stagionale |
| 2010 | Europei           | Barcellona  | Lancio del giavellotto | Oro       | 88,37 m     |                                          |
| 2011 | Mondiali          | Taegu       | Lancio del giavellotto | Argento   | 84,78 m     |                                          |
| 2012 | Europei           | Helsinki    | Lancio del giavellotto | 4º        | 81,55 m     |                                          |
| 2012 | Giochi olimpici   | Londra      | Lancio del giavellotto | 5º        | 82,63 m     |                                          |
| 2013 | Mondiali          | Mosca       | Lancio del giavellotto | 6º        | 81,06 m     |                                          |

## Altre competizioni internazionali
2010
- Vincitore della Diamond League nella specialità del lancio del giavellotto (30 punti)

## Riconoscimenti
- Atleta europeo dell'anno (2008)